# Robert Rosén (journalist)
John Robert Rosén, född 11 juni 1944 i Stockholm, är en svensk journalist och författare. 
Rosén blev reporter på liberala Gefle Dagblad 1965, redaktionssekreterare 1974, redaktionschef 1980, ställföreträdande utgivare 1981, och var chefredaktör och ansvarig utgivare mellan 1988 och 2004. Han verkade för en sammanslagning med den socialdemokratiska lokala konkurrenten Arbetarbladet. Förslaget utmynnade i en kompromiss där allt utom den journalistiska verksamheten samordnades. Då slutade Rosén och började arbeta som konsult åt andra tidningar. Han skriver också om främst medieutvecklingen, men också om andra samhällsfrågor på bloggen utkik.se, tidigare utkiksbloggen.blogspot.se
Rosén utförde också styrelseuppdrag mellan 1982 och 2004 i bland annat 
Tidningsutgivarna, Redaktionsledarna (ordförande), Tidningarnas Telegrambyrå och Pressens Samarbetsnämnd. År 1971 gav han ut den prisbelönta romanen Passet (Askild & Kärnekull).
Rosén var gift med sjuksköterskan Lena Rosén, född Larsson, till hennes död 2015. Han är sedan 2019 särbo med tidigare gymnasieläraren och textilkonstnären Eva Hannerz, fram till 2024 ordförande för Riksvävarna.
Rosén  är son till universitetskanslern Nils Gustav Rosén och Margit Ribbing samt sonson till Gustav Rosén.